# Gangs of New York
Gangs of New York (bra: Gangues de Nova York; prt: Gangs de Nova Iorque) é um filme teuto-ítalo-batavo-britano-norte-americano de 2002, do gênero drama histórico de ação, dirigido por Martin Scorsese, com roteiro de Jay Cocks, Steven Zaillian e Kenneth Lonergan, sendo baseado no livro The Gangs of New York: An Informal History of the Underworld, de Herbert Asbury.

## Sinopse
O filme se passa em meados do século XIX no bairro de Five Points da cidade de Nova York e inicia no ano 1846 e rapidamente progride para 1860. As duas principais questões da época em Nova York eram a imigração irlandesa para a cidade e o início da Guerra Civil Americana. A história segue o líder de gangue Bill "The Butcher" Cutting (Daniel Day-Lewis), em seu papel como chefe do crime sob o comando do William M. Tweed (Jim Broadbent). O filme culmina em um confronto violento entre a Bill e sua máfia com o protagonista Amsterdam Vallon (Leonardo DiCaprio) e seus aliados de imigrantes, que coincide com os Motins de Nova York em 1863.

## Elenco
| Personagem                           | Ator                   |
| ------------------------------------ | ---------------------- |
| Amsterdam Vallon                     | Leonardo DiCaprio      |
| William "Bill, o Açougueiro" Cutting | Daniel Day-Lewis       |
| Jenny Everdeane                      | Cameron Diaz           |
| William M. Tweed                     | Jim Broadbent          |
| Happy Jack Mulraney                  | John C. Reilly         |
| Monk (Walter McGinn)                 | Brendan Gleeson        |
| Pastor Vallon                        | Liam Neeson            |
| McGloin                              | Gary Lewis             |
| Johnny (John Sirocco)                | Henry Thomas           |
| Shang                                | Stephen Graham         |
| Reverendo Raleigh                    | Alec McCowen           |
| John F. Schermerhorn                 | David Hemmings         |
| Jimmy Spoils                         | Larry Gilliard Jr.     |
| Hell-Cat Maggie                      | Cara Seymour           |
| P. T. Barnum                         | Roger Ashton-Griffiths |
| Mrs. Schermerhorn                    | Barbara Bouchet        |
| Horace Greeley                       | Michael Byrne          |
| Killoran                             | Eddie Marsan           |
| Amsterdam Vallon (criança)           | Cian McCormack         |
| Harry Watkins (Lincoln)              | John Sessions          |

## Recepção da crítica
Gangs of New York tem recepção favorável por parte da crítica especializada. Com tomatometer de 75% em base de 202 críticas, o Rotten Tomatoes publicou um consenso: “Embora falho, o alastrado e desarrumado Gangs of New York é redimido pelo design de produção impressionante e performance eletrizante de Day-Lewis”. Tem 81% de aprovação por parte da audiência, usada para calcular a recepção do público a partir de votos dos usuários do site.

## Prêmios e indicações
| Prêmio             | Categoria                 | Notas                                         | Resultado |
| ------------------ | ------------------------- | --------------------------------------------- | --------- |
| Oscar 2003         | Melhor filme              | Melhor filme                                  | Indicado  |
| Oscar 2003         | Melhor direção            | Martin Scorsese                               | Indicado  |
| Oscar 2003         | Melhor ator               | Daniel Day-Lewis                              | Indicado  |
| Oscar 2003         | Melhor roteiro original   | Jay Cocks, Steven Zaillian, Kenneth Lonergan  | Indicado  |
| Oscar 2003         | Melhor edição             | Thelma Schoonmaker                            | Indicada  |
| Oscar 2003         | Melhor design de produção | Dante Ferreti e Francesca Lo Schiavo          | Indicado  |
| Oscar 2003         | Melhor fotografia         | Michael Ballhaus                              | Indicado  |
| Oscar 2003         | Melhor figurino           | Sandy Powell                                  | Indicado  |
| Oscar 2003         | Melhor som                | Tom Fleischman, Eugene Gearty e Ivan Sharrock | Indicado  |
| Oscar 2003         | Melhor canção original    | "The Hands That Built America" (U2)           | Indicado  |
| Globo de Ouro 2003 | Melhor direção            | Martin Scorsese                               | Venceu    |
| Globo de Ouro 2003 | Melhor filme - drama      | Melhor filme - drama                          | Indicado  |
| Globo de Ouro 2003 | Melhor ator - drama       | Daniel Day-Lewis                              | Venceu    |
| Globo de Ouro 2003 | Melhor atriz coadjuvante  | Cameron Diaz                                  | Indicada  |
| Globo de Ouro 2003 | Melhor canção original    | "The Hands That Built America" (U2)           | Indicado  |